# Софу Мехмед-паша
Софу Мехмед-паша (тур. Sofu Mehmet Paşa, умер в августе 1649 года), также известен как Мевлеви Мехмед-паша — турецкий государственный деятель. Дефтердар в 1636—1639 годах, затем великий визирь Османской империи с 7 августа 1648 — 21 мая 1649 годах.

## Биография
Во время правления Мурада IV, Софу Мехмед-паша был назначен дефтердаром в 1636 году и прослужил на этой должности до 1639 года. После своей отставки Мехмед-паша стал членом Ордена Мевлеви, получив титул Мевлеви или Софу. В августе 1648 года в Стамбуле поднялось восстание против власти великого визиря Хезарпаре Ахмеда-паши. Причиной бунта послужило введение тяжёлых налогов, которые утвердил Ахмед-паша из-за расточительства государственный казны османским султаном Ибрагимом I. Восстание поддержали янычары и, 7 августа 1648 года, великий визирь был казнён разъярённым населением столицы. После этих событий мятежники потребовали от султана назначить Софу Мехмеда-пашу новым великим визирем, на что Ибрагим I неохотно согласился. На следующий день, 8 августа, Мехмед-паша пришёл к Ибрагиму I, но тот набросился на него и вцепился в бороду, называя псом и обвиняя в заговоре и бунте. Сопровождавшие визиря офицеры оттащили Софу от взбешённого султана. В этот же день Ибрагим I был свергнут с османского престола. Несмотря на это, Мехмед-паша все еще боялся Ибрагима I, так как была вероятность, что янычары вновь возведут его на престол. К облегчению Софу Мехмеда-паши, бывший султан был казнен 17 августа 1648 года.
Взошедшему на османский престол Мехмеду IV было всего 6 лет. В связи с этим, регентом государства стала Кёсем-султан (мать Ибрагима и бабушка Мехмеда). Она с недоверием относилась к Софу Мехмеду, подозревая его, что он принимал участие в казни Ибрагима I. Другой проблемой для Софу Мехмеда была экономика. Его главным приоритетом в правительстве было пополнение казны, опустошённой, всё еще продолжающейся Критской войны, и расточительством бывшего султана. Он ограничил расходы османского правительства, но эта политика вызвала негативную реакцию среди сипахов, что привело к их восстанию. Софу Мехмеду-паше удалось заручиться защитой янычаров, что спасло жизнь великого визиря. Однако, в результате этого, янычары смогли оказывать большое влияние на османский двор и вмешиваться в государственные дела. В это же время, 12 мая 1649 года произошёл разгром османского флота Венецианской республикой в битве при Фокеи. Из-за этих неудач Софу был отстранён от должности великого визиря 21 мая 1649 года. Он был сослан на Малкара, а его место великого визиря занял командир янычарского корпуса Кара Мурад-паша. В августе 1649 года, по приказу нового великого визиря, Софу Мехмед-паша был казнён.